# Rory Peck
Rory Peck, celým jménem Rory Forbes Arbuthnott Peck, (13. prosince 1956 – 3. října 1993) byl válečný kameraman.
Narodil se v Cambridge v Massachusetts, ale vyrůstal v regionu Dublin v Irsku. Krátce studoval na Královské vojenské akademii v Sandhurstu, ale vojenský život ho nelákal a odešel. V polovině osmdesátých let působil v Sovětské válce v Afghánistánu, zpočátku jako fotograf, později jako kameraman. V prosinci 1989 natáčel v Bukurešti události Rumunské revoluce pro BBC, později reportoval z války v Zálivu. V srpnu 1991, během Srpnového puče, pokusu o státní převrat v Sovětském svazu, se díky kontaktům dostal do sídla KGB a pořídil záběry nepokojů v moskevských ulicích. Rovněž působil ve válce v Bosně a Hercegovině a ve válce o Náhorní Karabach. Během Ruské ústavní krize v roce 1993 byl postřelen poblíž televizního komplexu Ostankino, po převozu do nemocnice svým zraněním podlehl.
Byl spoluzakladatem organizace Frontline Television News (1989). V roce 1995 byl zřízen charitativní trust, Rory Peck Trust, který mj. uděluje Cenu Roryho Pecka pro kameramany a dokumentaristy, kteří riskovali při natáčení záběrů pro širší veřejnost. Mezi držitele ceny patří James Miller (2004), Waad Al-Kateab (2017) a Deeyah Khanová (2018).